# Sacrifice (Motörhead-album)
A Sacrifice album a brit Motörhead zenekar 1995-ben megjelent, sorrendben tizenkettedik stúdiólemeze és egyben az utolsó, melyet négyes felállásban készítettek, mivel a felvételek után Würzel kilépett az együttesből.

## Története
A Sacrifice az előző album, a Bastards (1993) karcos, direkt megközelítését vitte tovább. Újra Howard Benson producerrel dolgoztak, aki ezúttal Ryan Dorn hangmérnökkel közösen fogta össze a munkát. A nyers megszólalású, komor hangulatú lemezről egyedül a "Don't Waste Your Time" lóg ki, ami egy vérbeli rock and roll szám szaxofonnal és lendületes zongorajátékkal.
A "Sex and Death" tíz perc alatt született az utolsó zenekari próbán, de a lemezre került legtöbb dalhoz hasonlóan ez is a stúdióban nyerte el végleges formáját.
Az "Another Time"-ot a felismerhetetlenségig átalakítottam és ugyanezt tettem a "Make 'em Blind" három részével. Ez az, ami igazán izgalmassá teszi a lemezkészítést - bemész valamivel és valami teljesen mással a hónod alatt jössz ki.
A címadó "Sacrifice" dalhoz forgatott provokatív klipben második világháborús filmhíradók felvételeit és régi fekete-fehér filmek képeit vágták össze, miközben a zenekar körül fehérneműre vetkőzött kórházi nővérkék vonaglanak, ahogy a dalt játsszák teljes erőből . A videóklipen már nem szerepel a gitáros Würzel, aki a lemez megjelenését követően kilépett a csapatból, mert úgy érezte túlságosan háttérbe szorul. Ettől a ponttól kezdve a Motörhead újra trióban működött tovább, ahogy korábban 1975-ös megalakulásuktól kezdve egészen 1984-ig.

## Az album dalai
1. "Sacrifice" (Lemmy, Campbell, Würzel, Dee)  – 3:16
2. "Sex & Death" (Lemmy, Campbell, Würzel, Dee) – 2:02
3. "Over Your Shoulder" (Lemmy, Campbell, Würzel, Dee) – 3:17
4. "War for War" (Lemmy, Campbell, Würzel, Dee) – 3:08
5. "Order/Fade to Black" (Lemmy, Campbell, Würzel, Dee) – 4:02
6. "Dog-Face Boy" (Lemmy, Campbell, Würzel, Dee) – 3:25
7. "All Gone to Hell" (Lemmy, Campbell, Würzel, Dee) – 3:41
8. "Make 'em Blind" (Lemmy) – 4:25
9. "Don't Waste Your Time" (Lemmy) – 2:32
10. "In Another Time" (Lemmy, Campbell, Würzel, Dee) – 3:09
11. "Out of the Sun" (Lemmy, Campbell, Würzel, Dee) – 3:43

## Közreműködők
- Ian 'Lemmy' Kilmister – basszusgitár, ének
- Phil Campbell – gitár
- Mike 'Würzel' Burston – gitár
- Mikkey Dee – dobok
- Bill Bergman – szaxofon a "Dont Waste Your Time" dalban
- John Paroulo – zongora a "Dont Waste Your Time" dalban